# Srokacze
Srokacze (Cracticinae) – podrodzina ptaków z rodziny ostrolotów (Artamidae).

## Występowanie
Podrodzina obejmuje około jedenastu gatunków, występujących wyłącznie w Australii i na pobliskich wyspach, w tym na Nowej Gwinei.

## Charakterystyka
Mają duże, proste dzioby, w ich ubarwieniu przeważa biel i czerń. Odżywiają się zazwyczaj rozmaitym pokarmem pochodzenia zwierzęcego, jajami i pisklętami innych ptaków, bezkręgowcami, drobnymi kręgowcami. Srokacze z rodzaju Cracticus nie gardzą również pokarmem roślinnym takim jak owoce i nasiona.

## Podział systematyczny
Takson czasami traktowany jako odrębna rodzina. Do podrodziny zaliczane są następujące rodzaje i gatunki:
- Strepera Lesson, 1831
- Melloria Mathews, 1912 – jedynym przedstawicielem jest Melloria quoyi (Lesson & Garnot, 1827) – srokacz czarny
- Gymnorhina G.R. Gray, 1840 – jedynym przedstawicielem jest Gymnorhina tibicen (Latham, 1801) – dzierzbowron
- Cracticus Vieillot, 1816